# Luigi Guerricchio
Luigi Guerricchio (Matera, 12 ottobre 1932 – Matera, 25 giugno 1996) è stato un pittore italiano.

## Biografia
Dopo la maturità classica conseguita nella sua città natale, frequenta la Scuola di Nudo e successivamente il corso di Scenografia presso l'Accademia delle Belle Arti di Napoli; durante gli anni trascorsi nel capoluogo partenopeo aderisce al movimento dei Giovani Realisti Napoletani ed inoltre conosce a Portici Rocco Scotellaro, poeta lucano che avrà grande influenza sulla sua vita artistica, e grazie all'amicizia con Scotellaro incontra a Roma Carlo Levi e Renato Guttuso. Si trasferisce temporaneamente a Salisburgo dove frequenta le scuole di pittura e scultura di Oskar Kokoschka e di Giacomo Manzù. Nel 1956 si trasferisce a Milano per frequentare l'Accademia di Brera, dove è allievo di Domenico Cantatore, ed entra in contatto con la corrente della Giovane pittura milanese ed il movimento artistico Corrente. Rientrato a Matera negli anni sessanta, si iscrive al Partito Comunista Italiano ed oltre alle sue numerose opere, si dedica all'attività di insegnante di Disegno presso diversi Istituti scolastici.
Nel 1963 una sua opera viene esposta alla mostra Contemporary Italian Paintings, allestita in alcune città australiane.
Nel 1965 costituisce con altri nove artisti (oltre a Guerricchio, vi parteciparono: Landi, Ugo Martiradonna, Nuovo, Prelorenzo, Salvatore Salvemini, Franco ed Ivo Scaringi e Vallarelli) il gruppo "NUOVA PUGLIA" il cui intento era quello di “tentare il recupero espressivo della nuova realtà meridionale”.
Muore a Matera nel 1996 per un arresto cardiaco avvenuto nel giorno dell'inaugurazione del suo ultimo lavoro, Il Mercante della Murgia, una realizzazione delle carte del Mercante in fiera disegnate dal Guerricchio con le figure, la flora e la fauna, i prodotti e gli antichi mestieri tipici della sua terra, la Murgia.

## Opere
L'opera del Guerricchio negli anni si è estesa alla pittura, al disegno a pastello, all'incisione con le tecniche dell'acquaforte,

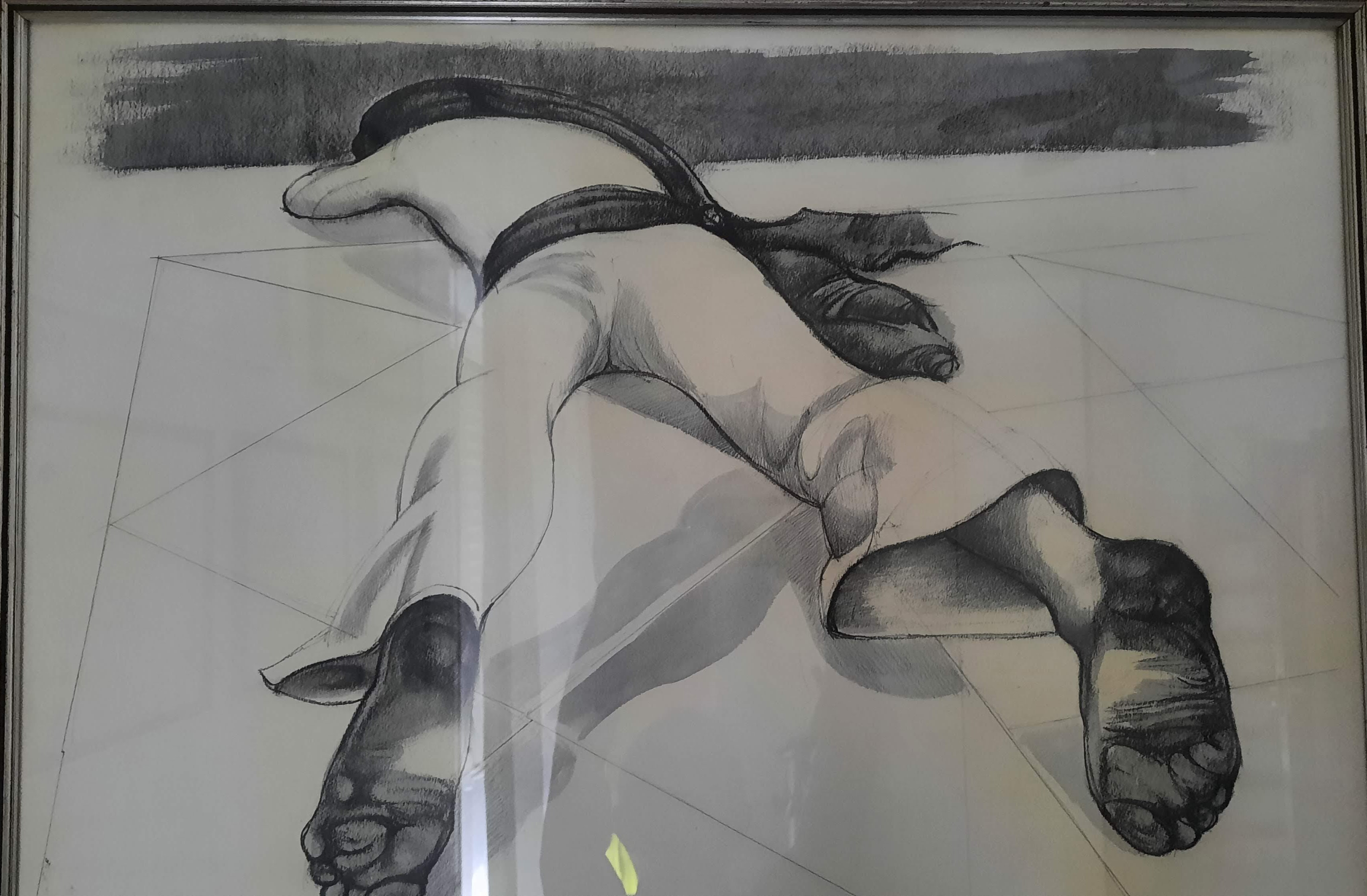
Acquaforte realizzata dal pittore Luigi Guerricchio

 dell'acquatinta e della xilografia, ai mosaici, alla cartapesta. La sua pittura è fortemente influenzata dalle immagini e dai paesaggi a lui familiari, in primo luogo Matera ed i suoi Sassi, ma anche il Mezzogiorno più in generale, le campagne, le feste ed il lavoro delle popolazioni meridionali. L'attenzione all'uomo ed alla sua terra di origine permeano la pittura di Guerricchio di un intenso realismo figurativo. Partecipa a numerose mostre di rilievo nazionale ed internazionale, tra cui l'VIII, IX e X Quadriennale Nazionale d'Arte di Roma, la biennale dell'incisione di Venezia, Intergrafik '65 a Berlino, Premio Ramazzotti a Milano, Premio del Fiorino a Firenze, Mostra internazionale di arte impegnata a Vienna, Linz e Salisburgo. Ha ricevuto riconoscimenti al Premio Suzzara, al Premio Michetti di Francavilla al mare, il Premio nazionale per l'incisione a San Giovanni Valdarno, il Premio nazionale di pittura Posillipo di Napoli, il Premio Targa Florio a Palermo, il Premio Michaud al Fiorino del 1971. Dopo la sua morte, nel 1998 nasce l'Archivio Luigi Guerricchio con l'intento di preservare la memoria e raccogliere le numerose opere dell'artista. Inoltre, nel Museo nazionale d'arte medievale e moderna della Basilicata situato nel Palazzo Lanfranchi di Matera, dopo la mostra «Luigi Guerricchio. Opere» avvenuta nel 2006 in occasione del decennale della sua morte, è stata allestita un'esposizione permanente di opere del Guerricchio nella sezione del Museo dedicata all'Arte contemporanea.